# Rex (videogioco)
Rex è un videogioco sparatutto a piattaforme, simile a Metroid, che venne pubblicato dalla Martech nel 1988 per ZX Spectrum e Amstrad CPC. Veniva pubblicizzata anche una versione per Commodore 64 che però non uscì.

## Modalità di gioco
Il giocatore controlla Rex, un mercenario simile a un rettile antropomorfo con un corno da rinoceronte, ingaggiato per eliminare gli umani che hanno costruito una Grande Torre in un luogo chiamato Zenith. L'azione si sviluppa in un sistema di caverne con delle piattaforme e suddiviso tra una serie di schermate. Rex può saltare, sparare e attivare uno scudo per bloccare gli attacchi in arrivo. Tra i nemici ci sono torrette fisse e soldati umani; sparare a questi ultimi fa rimbalzare il cadavere del nemico finché i proiettili del giocatore non smettono di colpirlo. I nemici sconfitti possono lasciare Bolle di Energia, che possono essere usate per potenziare l'arma di Rex. Si possono ottenere altre quattro armi oltre a quella iniziale, ma necessitano di energia per funzionare, e si dispone di alcune smart bomb. 

## Critica
Rex riscosse grande successo con la critica; alla versione Spectrum, nel Regno Unito Your Sinclair diede 9 su 10, CRASH 82%, Sinclair User 88%, mentre la spagnola MicroHobby gli assegnò circa 8,5/10. La difficoltà di Rex è evidente, soprattutto comparandolo a Cybernoid, ma i recensori furono impressionati dalla grafica intricata e dal livello di azione presente. La versione Amstrad ottenne in Francia un 85% da Amstrad 100% e un 14/20 da Amstar.

## The Light
Rex venne sviluppato da un team composto da Neil Harris, Richard Allen e John Anderson. Dopo aver lavorato per IBM, se ne andarono tutti per formare The Light, scegliendo lo Z80 come loro piattaforma di sviluppo. Neil e John erano programmatori, mentre Richard si occupava del comparto grafico. Rex fu l'unico gioco che svilupparono come The Light.
Nel numero 112 di Retro Gamer, il programmatore Jas Austin rivelò che Creative Reality, autori di diversi titoli per la Martech Games, erano in realtà gli sviluppatori di Rex. Assunsero lo pseudonimo The Light perché il loro gioco precedente The Fury era stato un disastro dal punto di vista commerciale. John Anderson era in realtà Jas Austin, Neil Harris era Neil Dodwell, mentre Richard Allen era Dave Dew. Questo fu l'ultimo gioco a 8 bit della Creative Reality, ma continuarono negli anni novanta con giochi per PC come Martian Gothic e Dreamweb.